# Ополовник білогорлий
Ополовник білогорлий (Aegithalos niveogularis) — вид горобцеподібних птахів родини довгохвостосиницевих (Aegithalidae).

## Поширення
Вид поширений уздовж південних схилів Гімалаїв. Трапляється в Кашмірі, індійських штатах Гімачал-Прадеш та Уттаракханд, західній половині Непалу.

## Опис
Дрібний птах завдовжки 11 см, вагою 7-8 г. Тіло пухке з великою округлою головою, коротким конічним дзьобом, короткими загостреними крилами та довгим клиноподібним хвостом. Спина, крила та хвіст сірі. Груди та черево коричневі. Горло та лоб білі. Брови, ділянка навколо очей, щоки та потилиця чорні. Дзьоб чорнуватий, ноги блідо-помаранчеві, очі червонувато-карі.

## Спосіб життя
Живе у гірських та передгірних заростях чагарників на краю листяного лісу. Трапляється у невеликих сімейних групах з десятка птахів. Проводить більшу частину часу серед гілок кущів або нижніх гілок великих дерев у пошуках поживи. Живиться комахами, павуками та іншими дрібними безхребетними, ягодами та бруньками.